# Hong Mjongbo
Hong Mjongbo (Szöul, 1969. február 12. –) dél-koreai válogatott labdarúgó, jelenleg a dél-koreai Ulszan Hyundai vezetőedzője.

## Sikerei, díjai

### Játékosként
- Pohang Steelers:
  - K League: 1992
  - Koreai ligakupa: 1993
  - Koreai FA-kupa: 1996
  - AFC-bajnokok ligája: 1996-1997
- Kashiwa Reysol:
  - Japán ligakupa: 1999
- Dél-Korea:
  - Labdarúgó-világbajnokság negyedik: 2002
- Egyéni:
  - FIFA 100: 2004

### Edzőként
- Dél-Korea Olimpiai:
  - Olimpiai játékok bronzérmes: 2012

## Fordítás
- Ez a szócikk részben vagy egészben  a   Hong Myung-bo című angol Wikipédia-szócikk fordításán alapul.  Az eredeti cikk szerkesztőit annak laptörténete sorolja fel. Ez a jelzés csupán a megfogalmazás eredetét és a szerzői jogokat jelzi, nem szolgál a cikkben szereplő információk forrásmegjelöléseként.